# Ицерия
Ицерия, или австралийский желобчатый червец (лат. Icerya purchasi), — насекомое семейства гигантских червецов, вредитель сельского хозяйства, поражающий цитрусовые и ещё более 65 семейств древесных растений. Первоначально описан в 1878 году по образцам, собранным в Новой Зеландии, как вредитель Acacia paradoxa. Происходит из Австралии, распространился по всему миру с посадочным материалом.

## Описание
Питаются на стволе и ветках. Взрослые гермафродиты — овальной формы, 5—7 мм длиной, красновато-коричневые с черными волосками. Взрослое насекомое неподвижно прикрепляется к растению с помощью воскообразных выделений и создаёт путём экструзии бороздчатый яйцевой мешок, содержащий сотни красных яиц. Яичный мешок вырастает в два-три раза длиннее тела. Вылупившиеся нимфы распространяются при помощи ветра или расползаются. На ранней стадии нимфы питаются из средней жилки листьев и небольших веточек, нанося основной ущерб. При каждой линьке прежняя оболочка вместе с восковыми выделениями остается на старой точке питания. В отличие от других Coccoidea, ицерии сохраняют ноги и ограниченную подвижность на всех этапах развития. Более зрелые нимфы мигрируют на крупные веточки и, в конечном итоге, как и взрослые, питаются на ветвях и стволе. Жизненный цикл сильно зависит от температуры, так как продолжительность каждой стадии при низких температурах больше, чем при высоких.
Помимо прямого ущерба от высасывания сока, насекомые также выделяют медвяную падь, на которой часто развивается чернь, что наносит дополнительный ущерб растению-хозяину. Падь потребляют некоторые виды муравьёв.

### Репродукция
По словам Лауры Росс из отделения зоологии Оксфордского университета, ицерия сама не оплодотворяет яйца, а использует для этого паразитарную ткань, которой заражается в начале жизненного цикла.
Чистые самцы встречаются редко. Чистые самки неизвестны. В результате самооплодотворения появляются только особи-гермафродиты, при спаривании самца с гермафродитом появляются как самцы, так и гермафродиты.

## Биологический контроль
Борьба с ицерией стала одним из первых крупных успехов биологического контроля вредителей. Ввоз в США божьей коровки родолии (Rodolia cardinalis), осуществлённый Чарльзом Райли в 1888—1889 году, привел к быстрому сокращению популяции ицерии на калифорнийских цитрусовых плантациях.
Вторым биологический способом борьбы с ицерией стала паразитическая муха Cryptochetum iceryae, также использованная в Калифорнии в качестве дополнительного средства. Использование инсектицидов для борьбы с ицерией рекомендуется только в том случае, если биологический контроль не применяется. Особенно противопоказан имидаклоприд, так как он не оказывает влияния на ицерию, но крайне токсичен для Rodolia cardinalis.